# Vojaška akademija Vorošilov
Vojaška akademija Generalnega štaba Oboroženih sil ZSSR K. Je. Vorošilova (izvirno rusko Военная академия генерального штаба вооруженных сил СССР им. К. Е. Ворошилова, krajše le Vojaška akademija Vorošilov) je bila najvišja vojaška akademija (univerza za podiplomski študij) Sovjetske zveze; delovala je med letoma 1936 in 1991.
Poimenovana je bila po Klimentu Jefremoviču Vorošilovu.

## Zgodovina
Akademijo je ustanovil Leonid Aleksandrovič Govorov leta 1936 v Moskvi.
Na akademijo so bili sprejeti le višji častniki (podpolkovniki in višji), ki so predhodno končali šolanje na rodovni ali službeni akademiji. Šolanje je trajalo 2 leti in po njem so diplomiranci kmalu prejeli povišanje v generalski čin (če še niso bili generali).
Po razpadu Sovjetske zveze je bila preimenovana v Vojaško akademijo Generalnega štaba Oboroženih sil Ruske federacije.

## Osebje
Načelniki akademije
- Igor Nikolajevič Rodionov (1989-1991)

Predavatelji
- Pavel Aleksejevič Rotmistrov

Diplomiranci
- Andrej Antonovič Grečko
- Isa Aleksandrovič Plijev
- Matvej Vasilevič Zaharov
- Anatolij Ivanovič Gribkov
- Boris Vsevolodovič Gromov
- Pavel Sergejevič Gračev
- Nikolaj Fjodorovič Vatutin

Ostali študentje